# Xavier Gabriel Lliset
Xavier Gabriel i Lliset (Sort, 21 de marzo de 1957-5 de agosto de 2023) fue un empresario español conocido por ser el propietario de la administración de lotería La Bruixa d'Or abierta en Sort (provincia de Lérida) desde la mitad de la década de 1980.

## Biografía
Fue pionero en la venta de lotería por Internet, consiguiendo ingresar más de sesenta millones de euros por temporada. Su administración fue la única en llegar al límite de billetes que el sistema de loterías permiten vender en un solo establecimiento. Vende más billetes a otras zonas de España que el resto de administraciones catalanas juntas. Ganó el Premio Emprendedor del Año en 1999.
El 4 de septiembre del 2006 anunció que tenía previsto ser el primer turista espacial de España. Lo haría gracias al VSS Enterprise de la empresa Virgin Galactic, de la que era socio fundador (el único español) junto con un centenar de millonarios de todo el mundo.

## Empresas

### La Bruixa d'Or
La Bruixa d'Or es la administración de lotería que más billetes de lotería vende. A pesar de que más del 85% de las ventas se hacen en la web, no faltan los entusiastas dispuestos a esperar la cola. Xavier fue pionero a la hora de estrenar la lotería de su pueblo en la red.
- La facturación por años ha sido:[4]

| Año  | Facturación en M€ |
| ---- | ----------------- |
| 2000 | 45                |
| 2001 | 47.2              |
| 2002 | 47.5              |
| 2003 | 48                |
| 2004 | 48.1              |
| 2005 | 49.6              |
| 2006 | 49.5              |
| 2007 | 50.6              |
| 2008 | 51.1              |
| 2009 | 53.8              |
| 2010 | 62.9              |
| 2011 | 66                |
| 2012 | 65.3              |
| 2013 | 58.6              |
| 2014 | 60.2              |
| 2015 | 61.1              |

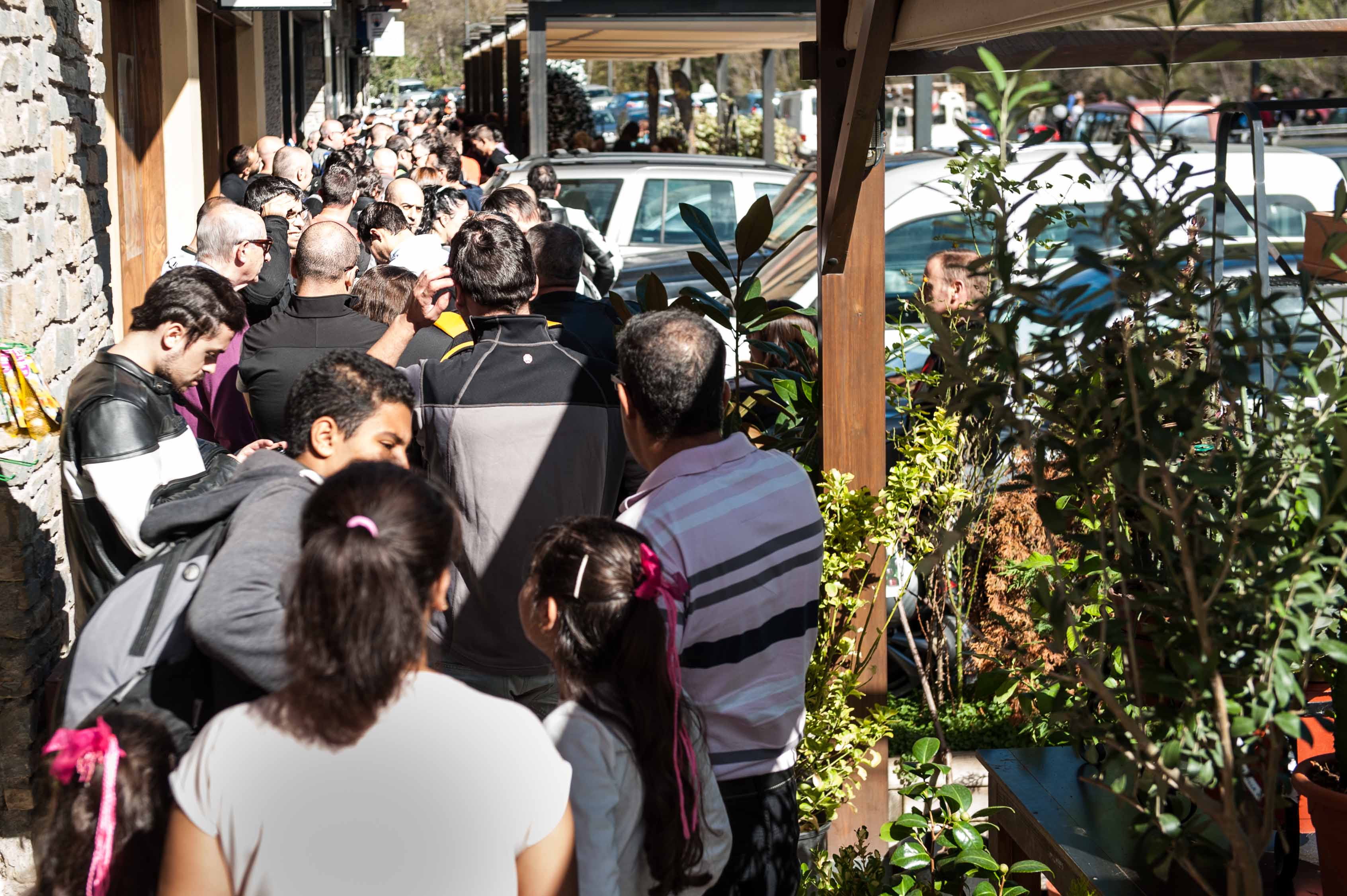
Colas en la Administración de La Bruixa d'Or

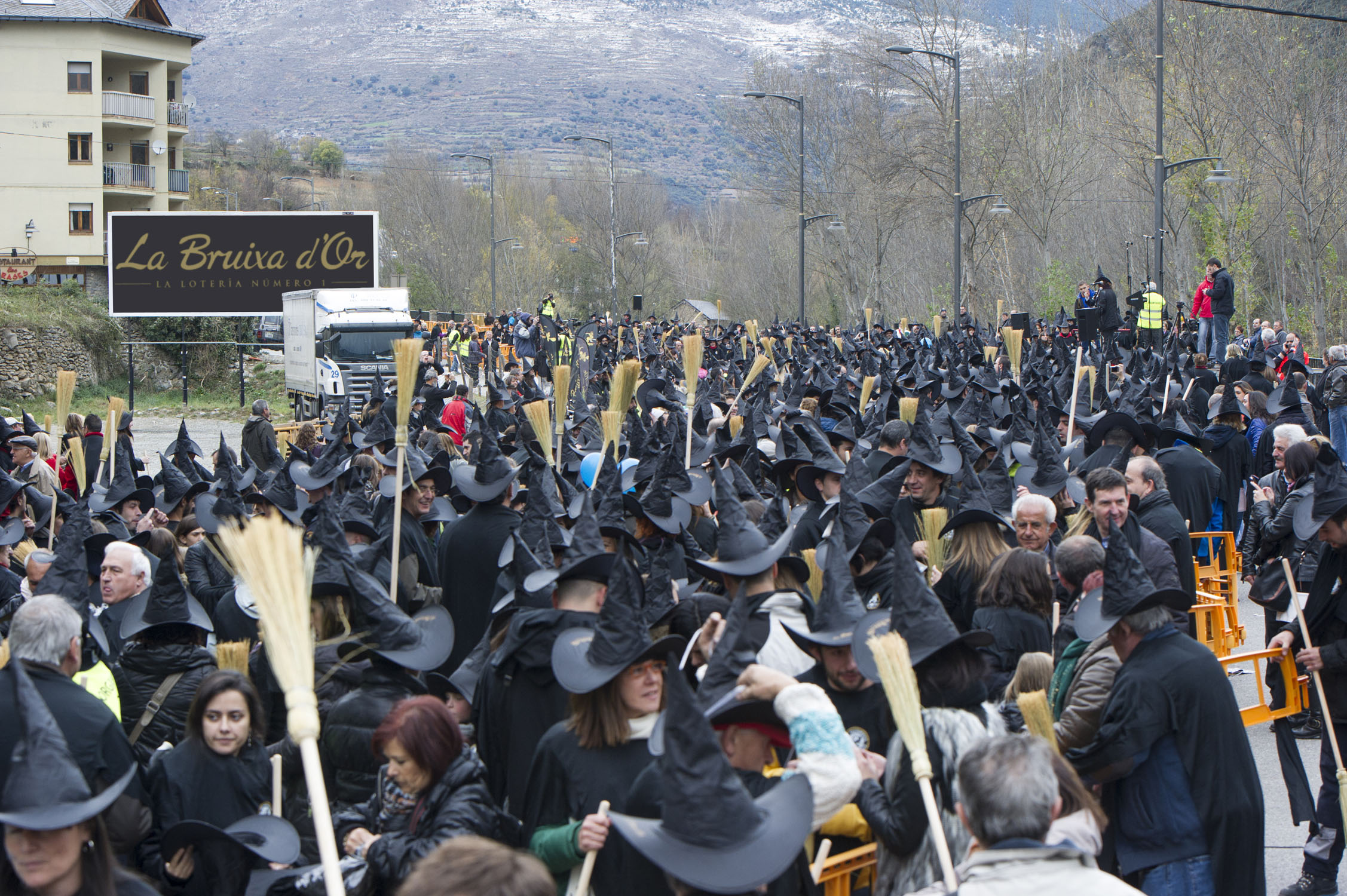
Record Guiness de La Bruixa d'Or en Sort

- Porcentaje de ventas por composición de área geográfica:
  - 48% Cataluña
  - 23% Madrid
  - 21% Andalucía

- Patrocinios Deportivos

| Año  | Patrocinios                  |
| ---- | ---------------------------- |
| 2010 | Llagostera FC                |
| 2011 | Llagostera FC                |
| 2012 | Llagostera FC                |
| 2013 | Llagostera FC                |
| 2014 | Llagostera FC                |
| 2015 | La Bruixa d’Or - Manresa     |
|      | Girona FC                    |
|      | Albert Llobera – Dakar Rally |

- Joint Ventures
  - Caldo Aneto con Caldos Aneto

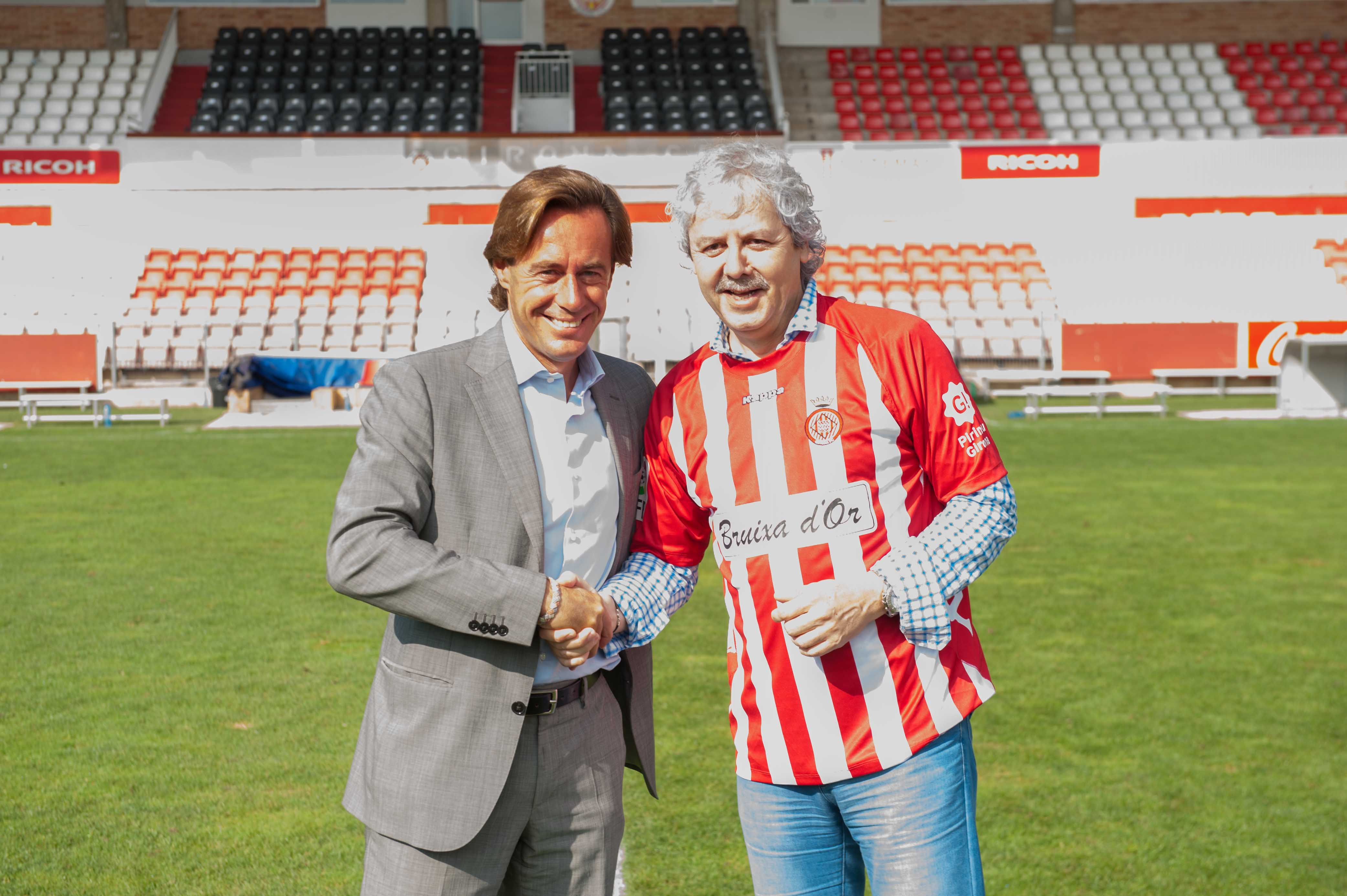
Patrocinio de La Bruixa d'Or con el Girona FC

  - Torró d’or de La Bruixa d’Or amb Torrons Vicens[6]
  - XG Irius amb Bodegas Irius[7]

### Aventur

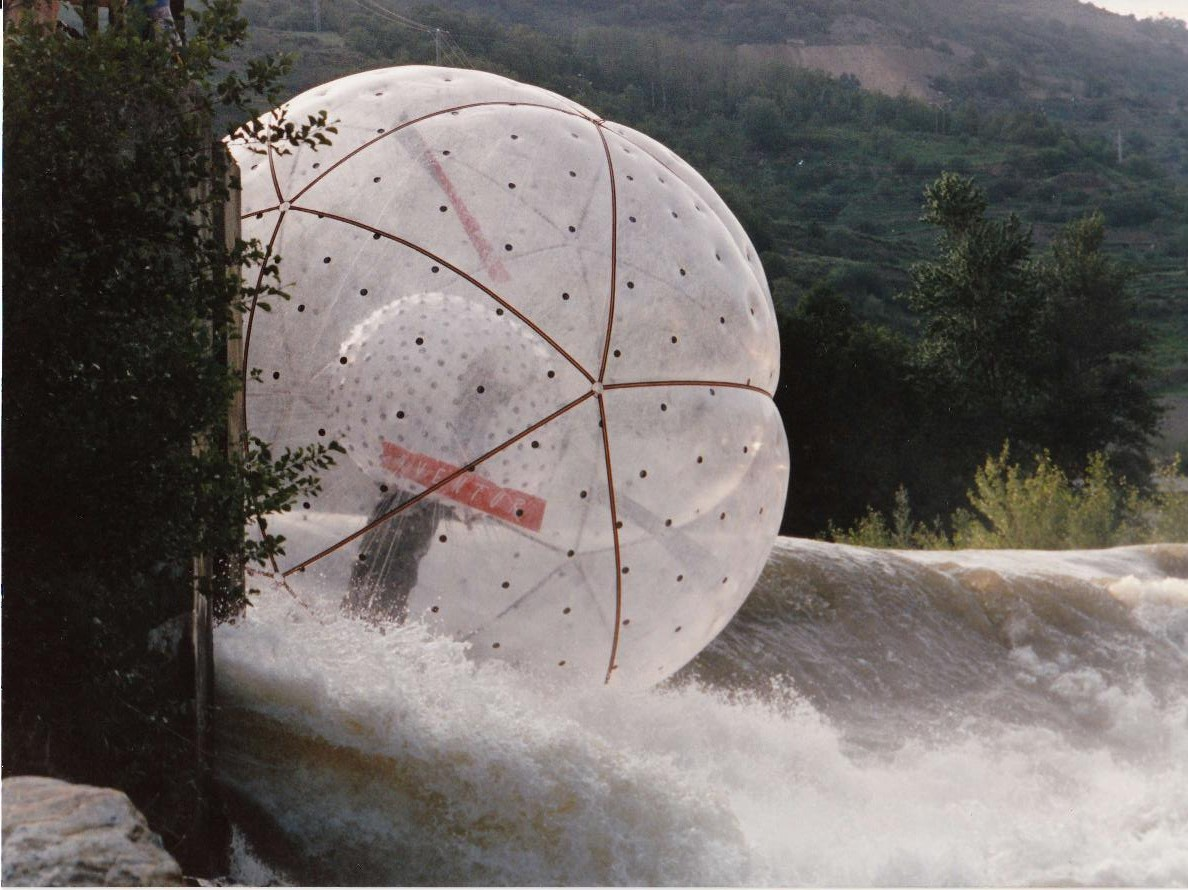
Una de las múltiples innovaciones de Aventur en los deportes de Aventura: el Horopo de río

Empresa del Pallarés de deportes de aventura Aventur, dirigida y fundada por Xavier Gabriel entre agosto de 1987 y diciembre de 1993. Fue empresa líder en España y Europa desarrollando, creando y promocionando los deportes de aventura.
Es importante remarcar la invención de algunos deportes como el Catamarán de río, el Horopo, el Bus-Bob y el Benji-Jumping en puentes de menos de dos metros de ancho.

### Expedur
En 1990, Xavier Gabriel viajó al Amazonas para producir y dirigir una serie de televisión sobre deportes de riesgo. En 1991 montó la serie en Barcelona con la distribuidora Pirámide, y en 1992 la llevó a Cannes. Consiguió venderla a importantes canales de televisión europeos, americanos y asiáticos. La serie fue fruto de su larga experiencia en el sector de los deportes de aventura con la empresa Aventur. Expedur se especializó en grandes expediciones.
De dicha empresa surgieron otras oportunidades, como vender estos parajes insólitos para hacer spots para televisión, con multinacionales como Nissan, Land Rover o Sony con éxito en 26 países. También viajes de aventura, vendidos al famoso concurso de TVE El Precio Justo, de Joaquín Prat, junto a escaparates vendidos como premio entregado por el programa.
La serie grabada en el Amazonas constaba de doce capítulos para televisión titulados «Neblina», y cuatro años después se editó un capítulo que fue bautizado como «Ventana al cielo». Su venta fue una dura experiencia, tiempo, inversión y desgaste. Consiguiendo incluso su venta a través de una serie en VHS. Durante dicho proceso se consiguió la entrada en el festival de Cannes a través de un representante autorizado, llegando a negociar la venta del producto con una importante televisión de Japón y Alemania. Dicha serie se emitió en Radio Caracas Televisión, TV3-Canal 33, Documanía de Canal Plus y canales de otros países europeos, de centro y Sudamérica, con más éxito en Brasil, Argentina y Venezuela.
En referencia a los rodajes publicitarios consiguió que la casa Matutano los contratara para varios spots de televisión, entre ellos uno donde saltando en puenting se recogía una bolsa de patatas del suelo.
La casa Sony, además del spot de una mini cámara de vídeo rodado en el Salto Ángel en pleno Amazonas, también encargó a Gabriel el spot del primer proyector de vídeo reversible, lo que proporcionó también una gran ayuda para la promoción del rafting en nuestro país, saliendo el logotipo de la empresa de manera continuada en televisión y prensa.

## Galardones
| Año  | Galardón                                                                            |
| ---- | ----------------------------------------------------------------------------------- |
| 1990 | Premio Marketing Winners-90 por actividades turísticas directas                     |
| 1991 | Empresario del futuro de Actualidad Económica y el Banco Central                    |
| 1991 | Premio Alimara, Centro de Estudios Técnicos Turísticos                              |
| 1992 | Cámara Oficial de Comercio de Barcelona                                             |
| 1992 | Premio del día Mundial del Turismo                                                  |
| 1992 | Diploma al Mérito Turístico por la Generalidad de Cataluña                          |
| 1992 | Trofeo de la Escuela Superior de Marketing                                          |
| 1994 | Trofeo Tercer Horizonte, Palos de la Frontera (Huelva)                              |
| 1995 | Placa del Ayuntamiento de Huelva                                                    |
| 1995 | Diploma de La Caixa, IESE, Universidad de Navarra, Cinco Días, IBM y Ernest & Young |
| 2001 | Diploma y Trofeo LAE, Madrid                                                        |
| 2001 | Diploma Bastoners de Catalunya                                                      |
| 2002 | Diploma Club de Marketing de Barcelona                                              |
| 2003 | Premio Universidad Rey Juan Carlos de Madrid                                        |
| 2004 | Diploma de la Universidad Pompeu Fabra                                              |
| 2005 | Primer Premio Nacional de ESADE, premio de la Marca                                 |
| 2005 | Trofeo Club de Marketing de Barcelona                                               |
| 2006 | Trofeo de la Cámara de Comercio de Las Palmas de Gran Canaria.                      |
| 2006 | Placa Marqués de Villena, recibido en Escalona, provincia de Toledo                 |
| 2006 | Premio IMÁN                                                                         |
| 2006 | Embajador del Habano en España, nombrado por Altadis y Habanos                      |
| 2007 | Matancero de Honor de Guijuelo,                                                     |
| 2007 | Trofeo Monument de la Pau                                                           |
| 2009 | Cofrade de Honor de Elgorriaga, Navarra                                             |
| 2009 | Embajador de la provincia de Lérida por el Ayuntamiento de la ciudad                |
| 2011 | Primer premio de la Asociación de Marketing de España, MKT                          |
| 2011 | Premio de Marketing Digital por Google España                                       |
| 2012 | Placa de agradecimiento del escultor C. Amelas                                      |

## Apariciones en libros
Xavier Gabriel aparece en diversos libros de temática diversa y carácter empresarial. Ya sea en prólogos, referencias, frases, o comentarios básicamente sobre emprendeduría y márketing:
- Libro Destination Space, de Kenny Kemp y Richard Branson de Virgin
- El Libro Negro del Emprendedor, de Fernando Trías de Bes
- Libro Top Secret, de Albert Castillón
- Libro de Crucigramas para tener suerte, de Màrius Serra y Pau Vidal, 2005
- Libro dels Bombollers, X aniversario.
- Libro de la Generación TIC - 2010
- Libro de Motores de Catalunya - 1993
- Libro de Investigaciones Europeas de Dirección y Economía de Empresas (European Academy.2007)
- Libro Speed Marketing (revista emprendedores) de Fernando Montero
- Guía China en España. 1992
- Libro Diferenciarse o Morir, de Jack Trout y Raúl Peralba.
- Libro Perdiendo la virginidad: Cómo he sobrevivido, me he divertido y he ganado dinero haciendo negocios a mi manera, de Richard Branson.

## Acción social de La Bruixa d'Or
El principal objetivo es potenciar el desarrollo personal, las competencias sociales, las relaciones interpersonales y la autonomía personal de los niños y adolescentes con síndrome de Down y de pacientes de enfermedades inusuales.
Promueve, organiza, gestiona y potencia cualquier tipo de actividad relacionada con el mundo del ocio, la cultura, el deporte, la música o los viajes. Del mismo modo, colabora y se involucra en otras acciones, personales o sociales, que contribuyan a mejorar la calidad de vida de los propios beneficiarios, como operaciones quirúrgicas o tratamientos especializados. Paralelamente, también participa en acciones concretas y puntuales de cooperación en zonas en situación límite de pobreza.